# Julia Bertrand
Julia Bertrand 14 de fevereiro 1877, Gemaingoutte (Vosgos) - 25 de março 1960, Fontenay-aux-Roses) foi mestre, militante sindicalista libertaria, antimilitarista, pacifista, feminista e livre pensadora anticlerical.

## Obra
- Introdução a Louis Rimbault, Le tabac, les infirmités, les fléaux qu'il provoque, le remède naturel..., , Luynes, Éditions de l'École de pratique végétalienne,1927, nota BNF.
- Le tabac : poison de la vie en toutes circonstances, Société contre l'abus du tabac, 1935, nota.
- Colectivo, La Vie et l’œuvre de Sébastien Faure, Paris, Bruxelas, Pensée et Action, 1961.